# 多川響子
多川 響子（たがわ きょうこ）は日本のピアニスト。京都情報大学院大学教授。

## 概説
兵庫県丹波市出身。京都市立芸術大学音楽学部卒、同大学大学院音楽研究科修了。ドイツ・ドレスデン・カール・マリア・フォン・ウェーバー音楽大学卒業。小原久幸、馬場和世、上野真、ペーター・レーゼル、田崎悦子に師事。毎年積極的にソロリサイタルを行い、2009年から大阪・京都で開催した「ベートーヴェンピアノソナタ完全全曲演奏会〜35のソナタ〜」は日本経済新聞をはじめ、各紙に取り上げられ好評を得る。
バロックから近現代まで幅広いレパートリーを持ち、NHK交響楽団首席奏者、ブラショフフィルハーモニー、オラデアフィルハーモニー、ハーモニアス管弦楽団など国内外の演奏者・オーケストラと数多く共演。
現在は、京都情報大学院大学の教授として後進の指導にもあたる。

## 受賞
- 第9回宝塚ベガ音楽コンクール入選[5][8]
- コントラバス奏者サンデル・スマランデスクと行ったデュオリサイタルに対して第12回青山音楽賞バロックザール賞[9]
- 第9回ヨーロッパ国際ピアノコンクール in Japan最優秀指導者賞[10]
- 第32回日本クラシック音楽コンクール優秀指導者賞（ピアノ部門）[11]

## 主な演奏活動
- ベートーヴェン ピアノソナタ全曲演奏会（選帝侯ソナタ含む全35曲）[12]
- バッハ＆バルトークの世界[13]
- ベートーヴェン チェロ作品全曲演奏会[14]
- ギヨーム・ルクー室内楽作品全曲演奏会